# Joris van Severen
Joris van Severen (Wakken, 19 de julio de 1894 – Abbeville, 20 de mayo de 1940) fue un político fascista belga fundador del Verdinaso.

## Biografía
Nacido el 19 de julio de 1894 en Wakken, era hijo de un notario flamenco. Nombrado diputado del Frontpartij en 1921, ocupó el cargo hasta 1929. En octubre de 1931 fundó su propia formación, Verbond van Dietsche Nationaal-Solidaristen, más conocida como Verdinaso, de índole fascista y autoritaria y proponente de unos Grandes Países Bajos que unieran los Países Bajos y Flandes, aunque a partir de 1937 el ámbito de la idea irredentista se amplió a todo el territorio belga. Detenido el 10 de mayo de 1940 por orden del ministro de Justicia Paul-Émile Janson, fue deportado a Francia y ejecutado sin juicio por soldados franceses en Abbeville el 20 de mayo de 1940.